# Victor Huen
Victor Huen   (Colmar, 21 de març de 1874 - Nancy, 15 de desembre de 1939) va ser un pintor, litògraf i il·lustrador, especialitzat en temes militars i il·lustracions d'uniformes. Va néixer a Colmar. Destaca sobretot pel seu paper a la sèrie de cartes uniformes Les uniformes du Premier-Empire encapçalada pel comandant Louis-Eugène Bucquoy. Huen també va col·laborar amb l'il·lustrador Hansi en llibres infantils.
El treball de Huen es va centrar sovint en escenes militars detallades i històricament precises, fet que el converteix en una figura notable en el camp de l'art militar. Algunes de les seves obres significatives inclouen les il·lustracions de "Les uniformes du Premier-Empire" (1904-1914) i llibres com "L'histoire d'Alsace racontée aux petits enfants d'Alsace et de France" (1915) i "La merveilleuse histoire du bon Saint Florentin d'Alsace par l'oncle Hansi" (1925) (Viquipèdia).

## Obres
- Les uniformes du Premier-Empire, 1904–1914, col·laboració
- L'histoire d'Alsàcia: racontée aux petits enfants d'Alsace et de France, 1915, amb Hansi
- La merveilleuse histoire du bon Saint Florentin d'Alsace par l'oncle Hansi, 1925, amb Hansi

## Galeria

Pintures basades en les guerres napoleòniques
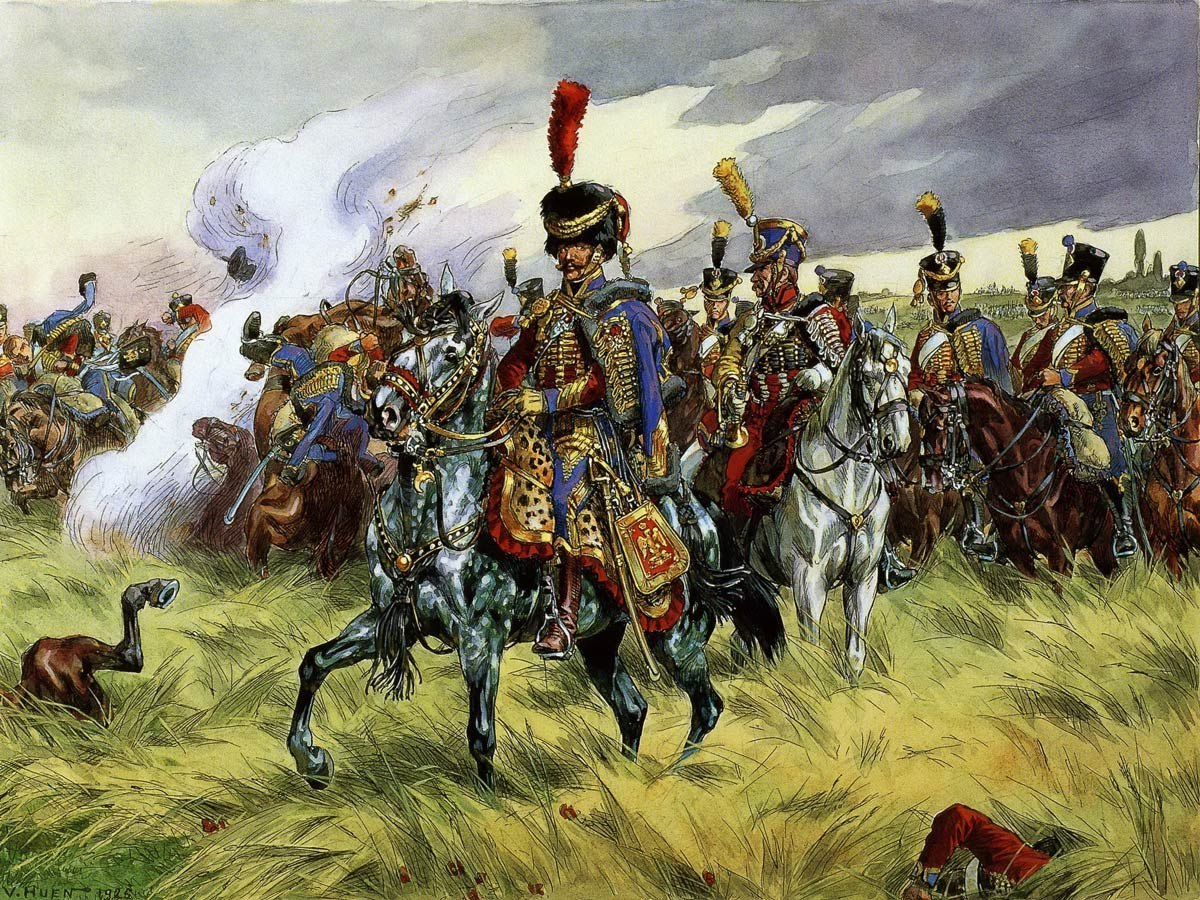
9è Hussards francesos.
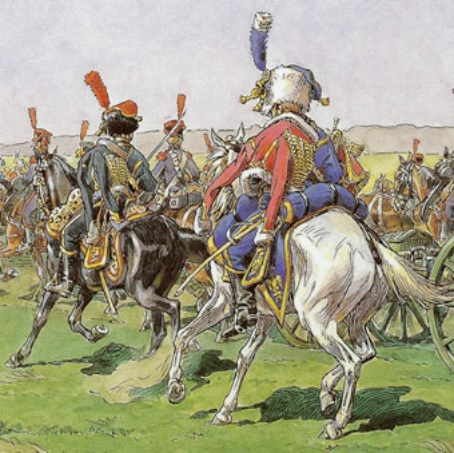
Artilleria a cavall de la Guàrdia Francesa.
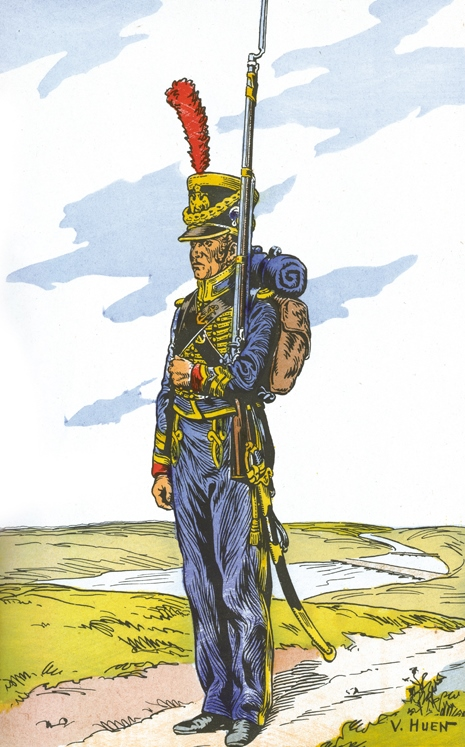
Marí de la Guàrdia Imperial.
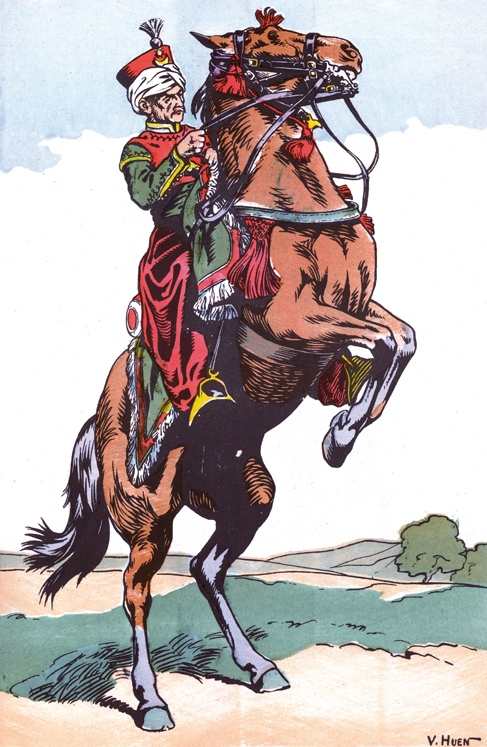
Mameluc de la Guàrdia Imperial.
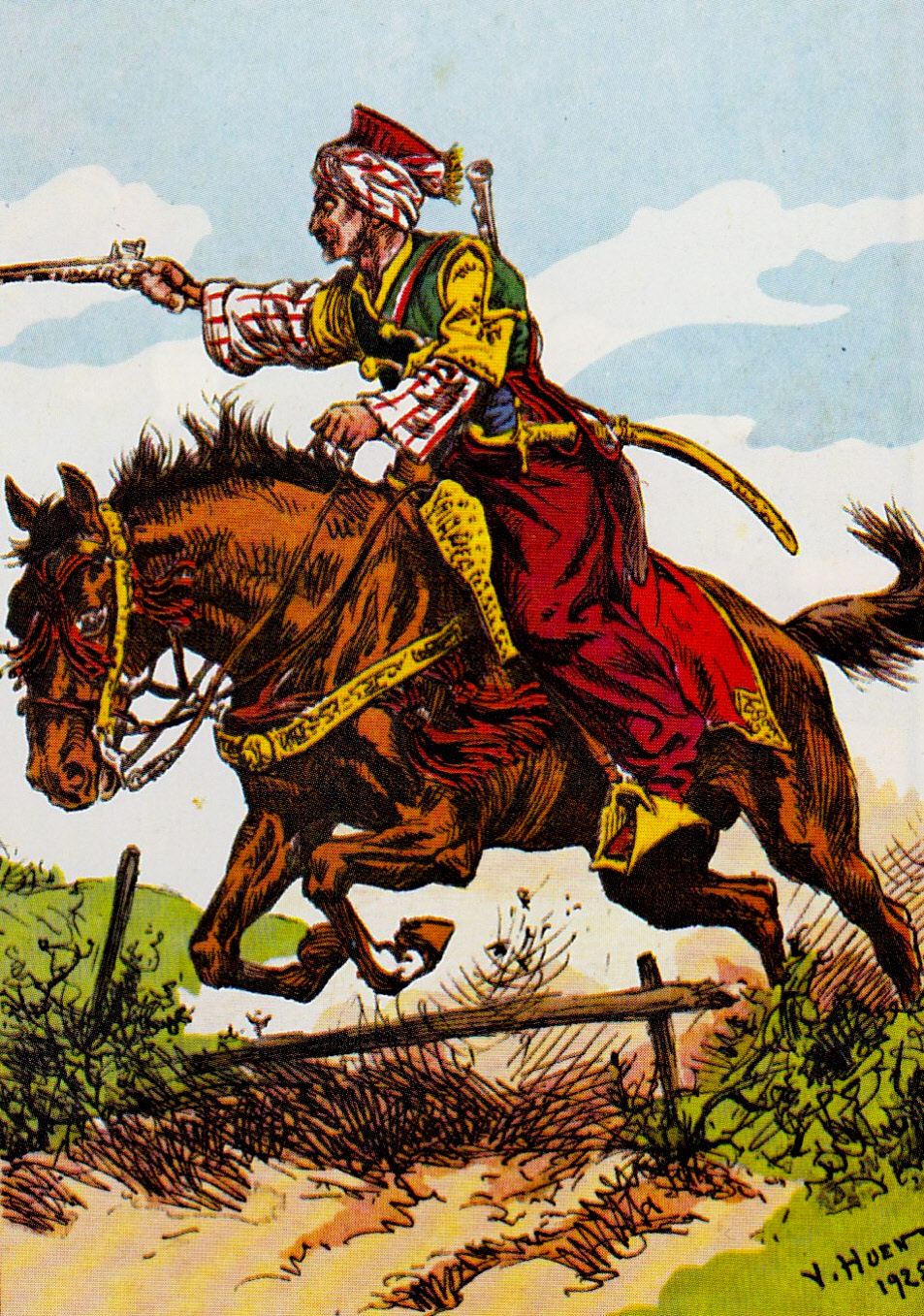
Mameluc sirià, 1799.
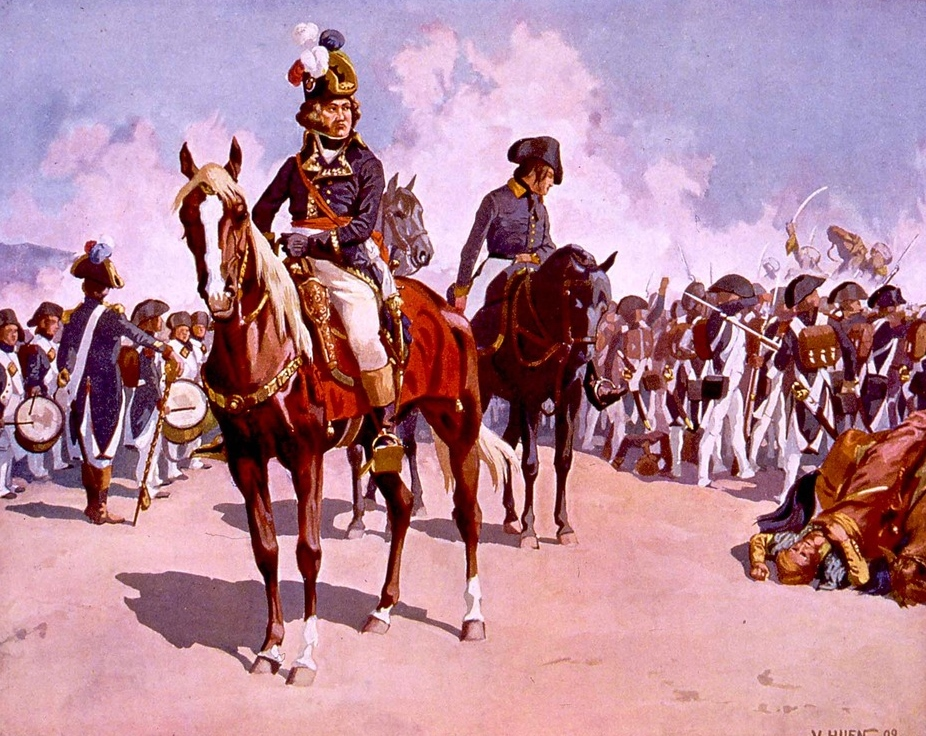
General Jean-Baptiste Kléber a la batalla d'Heliòpolis.
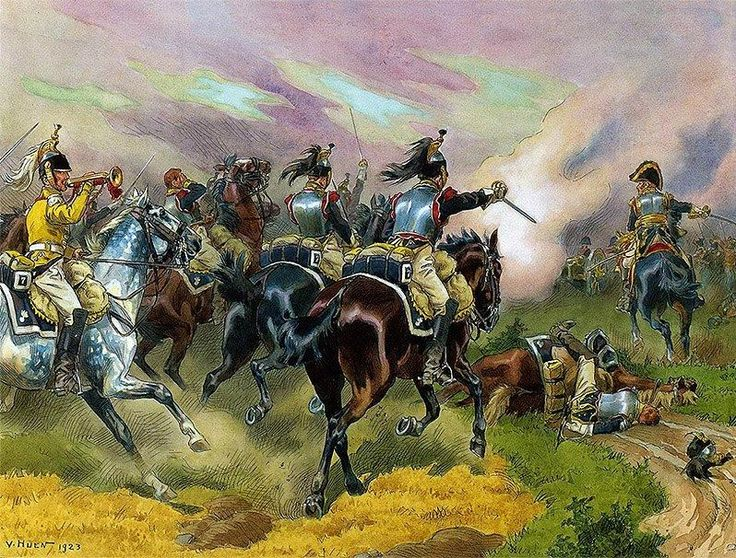
El general Champion de Nansouty lidera l'atac dels cuirassiers, 1809.
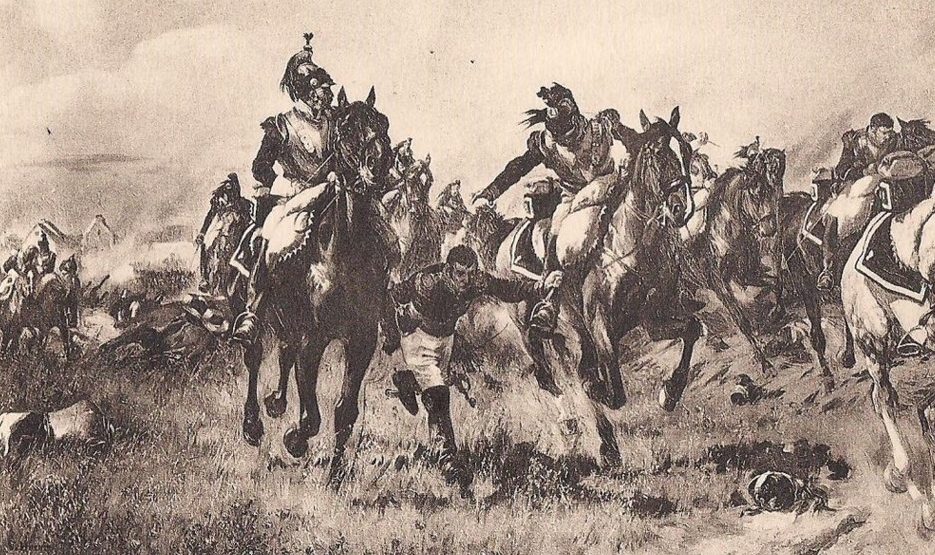
General François Etienne Kellermann a la Batalla de Quatre Bras.
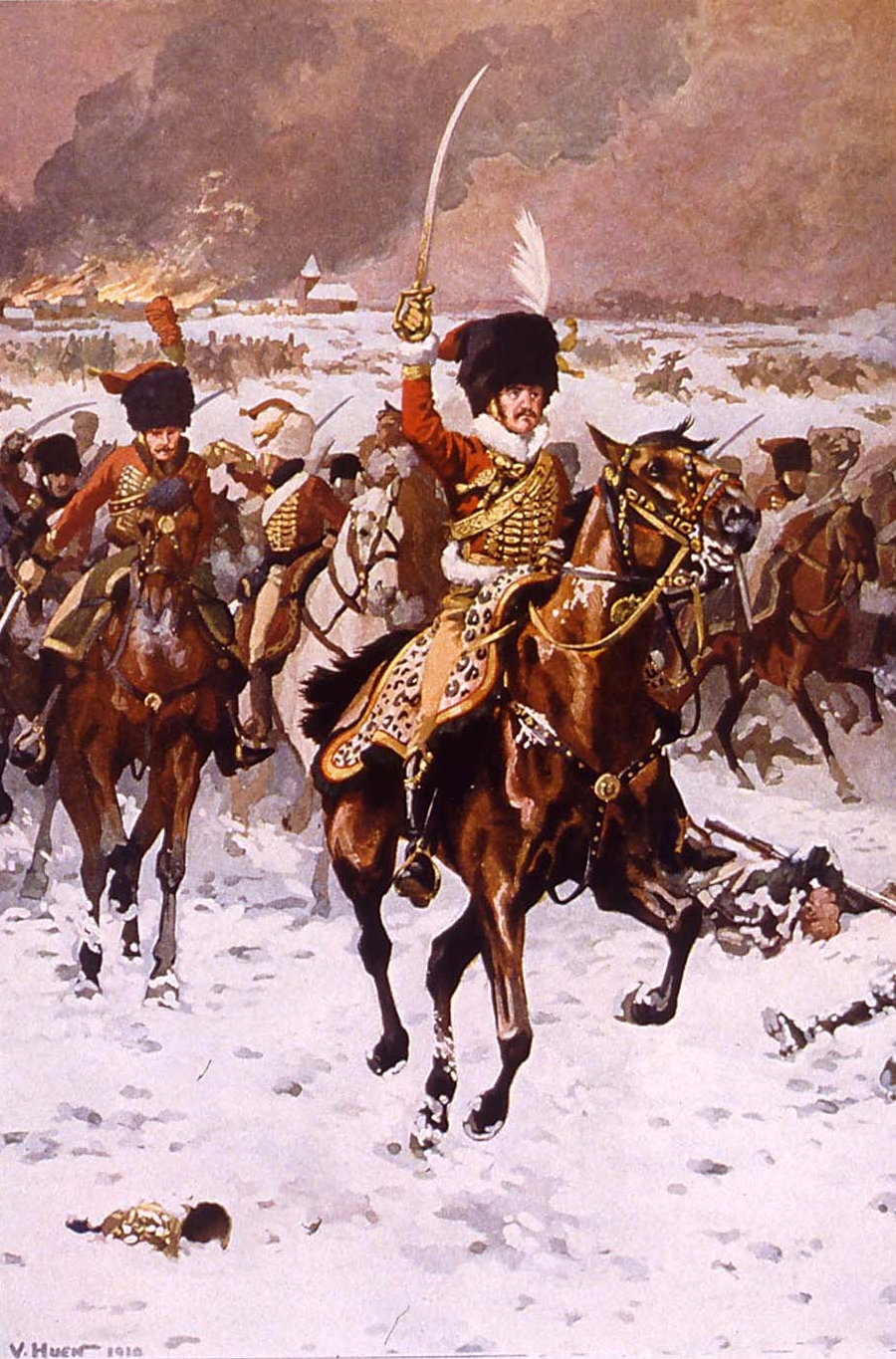
El general Nicolas Dahlmann lidera els Caçadors de la Guàrdia Imperial a l'atac a Eylau .
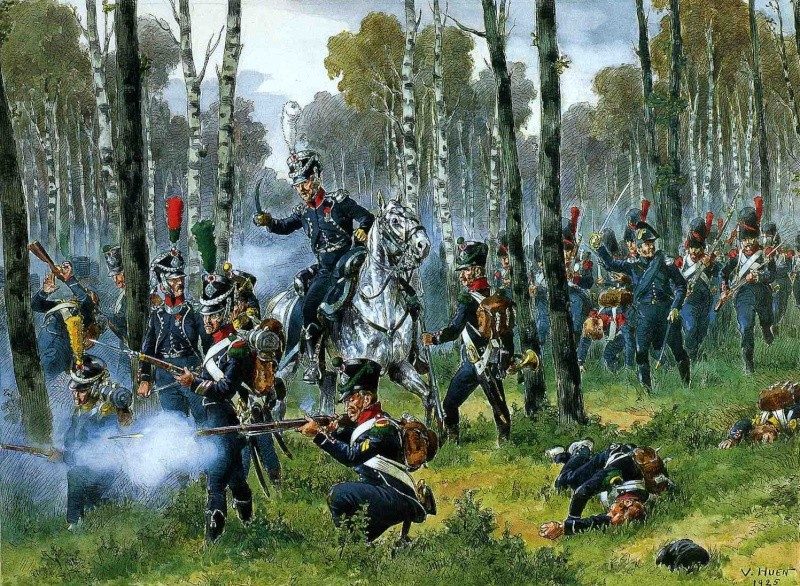
Infanteria lleugera francesa lluitant al bosc.
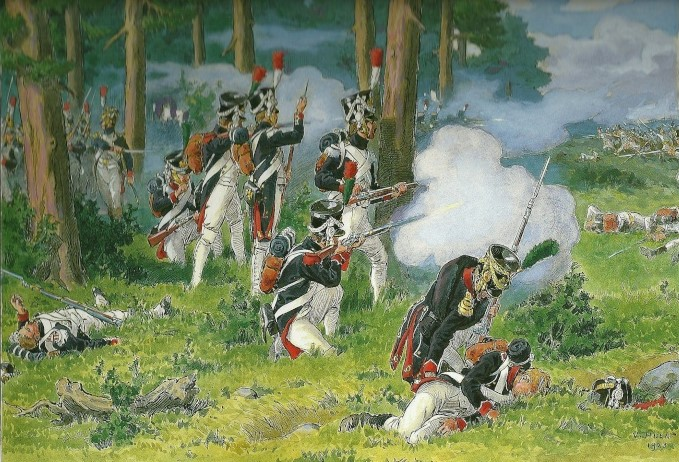
Guàrdia Jove a la batalla.